# Episodi di Mr. Bean (serie animata) (prima stagione)
La prima stagione della serie animata Mr. Bean è andata in onda nel Regno Unito tra il 5 gennaio e il 26 marzo 2002; in Italia tra il 6 dicembre 2003 e il 30 novembre 2004.
| n. | Titolo originale | Titolo italiano          | Prima TV Regno Unito | Prima TV Italia   |
| -- | ---------------- | ------------------------ | -------------------- | ----------------- |
| 1  | In the Wild      | A contatto con la natura | 5 gennaio 2002       | 6 dicembre 2003   |
| 2  | Missing Teddy    | Teddy è scomparso        | 5 gennaio 2002       | 8 dicembre 2003   |
| 3  | No Parking       | No Parking               | 5 gennaio 2002       | 16 dicembre 2003  |
| 4  | Bean's Bounty    | Il tesoro nascosto       | 5 gennaio 2002       | 21 dicembre 2003  |
| 5  | Mime Games       | Gioco dei mimi           | 12 gennaio 2002      | 1º gennaio 2004   |
| 6  | Spring Clean     | Pulizie di primavera     | 12 gennaio 2002      | 19 gennaio 2004   |
| 7  | Birthday Bear    | Buon compleanno Teddy    | 19 gennaio 2002      | 21 gennaio 2004   |
| 8  | The Mole         | La talpa                 | 19 gennaio 2002      | 1º febbraio 2004  |
| 9  | Roadworks        | Lavori in corso          | 26 gennaio 2002      | 16 marzo 2004     |
| 10 | The Sofa         | Il divano                | 26 gennaio 2002      | 21 maggio 2004    |
| 11 | Treasure!        | Caccia al tesoro         | 3 febbraio 2002      | 26 giugno 2004    |
| 12 | Homeless         | Senzatetto               | 3 febbraio 2002      | 11 luglio 2004    |
| 13 | Nurse!           | Infermiere!              | 10 febbraio 2002     | 1º settembre 2004 |
| 14 | Dead Cat         | Morto un gatto...        | 10 febbraio 2002     | 4 settembre 2004  |
| 15 | Super Trolley    | Il super carrello        | 17 febbraio 2002     | 29 settembre 2004 |
| 16 | Magpie           | La gazza ladra           | 17 febbraio 2002     | 6 novembre 2004   |
| 17 | Cat-Sitting      | Cat-Sitting              | 26 marzo 2002        | 17 novembre 2004  |
| 18 | The Bottle       | La bottiglia             | 26 marzo 2002        | 30 novembre 2004  |

## A contatto con la natura
Dopo aver visto un fotografo naturalista scattare diverse foto della natura selvaggia in TV, Mr. Bean decide di diventarlo anche lui. Dopo aver barricato la porta dell'appartamento mettendovi davanti una serie di mobili, il protagonista si reca in un bosco per realizzare la sua ambizione, ma i suoi tentativi di fotografare gli animali per lo più falliscono. Affinché essi non lo evitino, decide di travestirsi da volpe tuttavia un gruppo di cani da caccia lo scambia per una vera volpe e inizia a inseguirlo. Bean, ancora travestito, fugge con la macchina fino al suo appartamento, ma scopre con orrore di non potervi entrare a causa della barricata e i cani iniziano ad aggredirlo.

## Teddy è scomparso
Teddy, l'orsacchiotto di Mr. Bean, viene rubato da un duo di ladri insieme a tutti gli altri orsacchiotti presenti a Londra. Dopo una serie di peripezie, il protagonista riesce a legare i delinquenti a un albero, quindi recupera Teddy e restituisce il resto degli orsacchiotti ai loro proprietari.

## No Parking
Mr. Bean vuole andare a vedere il film Titanic al cinema ma ha seri problemi a trovare un parcheggio. Alla fine riesce finalmente a parcheggiare la sua Mini, ma quando arriva al cinema scopre che il film sta già volgendo al termine e la cosa lo scontenta.

## Il tesoro nascosto
Mr. Bean costruisce un metal detector per andare alla ricerca di tesori. Dopo aver scovato una bomba, il protagonista trova un forziere pieno di monete d'oro e lo porta nel suo appartamento, senza sapere che la coppia di ladri lo ha rubato da uno scavo archeologico. Essi inseguono Bean nel suo appartamento e lo legano. Qui Mrs. Wicket affronta i due fuorilegge e prende dal forziere una collana; in quel frangente arriva la polizia che, vedendo la donna con il gioiello, crede che anche lei sia responsabile del furto. Wicket viene perciò arrestata, insieme al suo gatto Scrapper e ai ladri.

## Gioco dei mimi
Mr. Bean incontra un mimo in un parco, ma non riesce a pagare la sua esibizione. Egli decide perciò di seguirlo fino al suo appartamento, costringendo il protagonista a darsi da fare per allontanarlo, riuscendoci alla fine.

## Pulizie di primavera
Arriva il momento delle pulizie di primavera e dato che l'appartamento di Mr. Bean è un disastro, egli decide di pulire e sistemare tutto. In seguito fa un bagno, ma una volta fuori dalla vasca scivola sulla saponetta e cade addosso all'aspirapolvere, che esplode e sparge la sporcizia dappertutto. È perciò costretto a lavarsi nuovamente, ma non c'è più acqua calda; prova a rubarne un po' alla vicina del piano di sopra, ma quando lei usa una tinta per capelli verde anche Bean assume lo stesso colore. L'uomo decide quindi di fare un bagno nella vasca di Mrs. Wicket mentre lei non è a casa, ma mette troppo bagnoschiuma nella caldaia, facendola esplodere e riempiendo l'intero edificio di acqua saponata. Quando la donna torna, lo punisce prendendolo ad ombrellate.

## Buon compleanno Teddy
È il giorno del compleanno di Teddy e Mr. Bean decide di invitare la sua fidanzata Irma Gobb alla festa dell'orsacchiotto, che si terrà quella sera a casa sua. Dopo aver comprato un palloncino per Teddy, il protagonista festeggia con la sua amata. Tuttavia, durante un gioco, Bean bara, facendo arrabbiare Irma. Quando arrivano le 21 in punto, l'uomo riesce a risollevarle il morale mostrandole uno spettacolo pirotecnico.

## La talpa
Mentre Mrs. Wicket e la sua amica Miss Wince giocano a croquet, fa irruzione una talpa che interrompe la loro partita. Bean cerca di sbarazzarsene più volte inutilmente, ma alla fine riesce a catturarla. Mrs. Wicket gli ordina quindi di ucciderla con la mazza da croquet, tuttavia il protagonista ha pietà dell'animale e, dopo aver fatto finta di giustiziarlo, decide di metterlo in un contenitore e di liberarlo in aperta campagna.

## Lavori in corso
Mr. Bean cerca di rilassarsi, ma due operai stanno svolgendo alcuni lavori stradali all'esterno, facendo molto rumore e scuotendo tutto l'appartamento. Dopo numerosi tentativi falliti di distrarre i lavoratori, riesce ad interromperli offrendo loro del cibo. A un certo punto, mentre un tubo perde gas, Bean decide di accendere una candela posta sul carrello del cibo, nonostante i due operai lo avvertano di non farlo. Il protagonista non dà loro retta, finendo per far esplodere il tubo e venendo ricoverato in ospedale, dove finalmente può rilassarsi.

## Il divano
Mentre cena sul divano con Teddy, Mr. Bean si accorge che le molle del sofà escono una dopo l'altra. Così il protagonista ha intenzione di acquistare un nuovo divano ma non può permetterselo. Dopo essere riuscito a racimolare i soldi, Bean compra il nuovo divano e abbandona quello vecchio presso un negozio di antiquariato. Tornato a casa però si rende conto che il suo telecomando è ancora all'interno del vecchio divano e, tornato al negozio di antiquariato, scopre che è stato venduto all'autista della Reliant Regal. Bean lo insegue per recuperare il suo telecomando, ma subito dopo viene mostrato che questo è in possesso del proprietario del negozio d'antiquariato, il quale ha deciso di metterlo in vendita a 10 £.

## Caccia al tesoro
In soffitta Bean trova un sacchetto con dentro varie cose, tra cui un puzzle, una cassettina chiusa a chiave e una mappa del tesoro. Dopo aver completato il puzzle, scopre che manca un pezzo. Il protagonista decide pertanto di intraprendere la caccia al tesoro, che inizia all'interno del caminetto di Mrs. Wicket e finisce dentro una piccola baracca in un parco, dove trova una chiave. Tornato a casa, Bean apre la cassetta, che contiene l'ultimo pezzo del puzzle, potendo così completarlo.

## Senzatetto
Mrs. Wicket soffre di sonnambulismo e finisce in casa di Mr. Bean. Quest'ultimo la riporta nel suo appartamento, ma lei fraintende la cosa e decide di sfrattarlo. Bean è perciò costretto a cercarsi una nuova casa, ma nessun appartamento che visita si rivela adatto alle sue esigenze. In seguito il protagonista scopre che il suo vecchio appartamento è stato reso nuovamente disponibile per l'affitto e decide perciò di travestirsi per andarvi nuovamente ad abitare. Riesce nell'impresa ma deve vedersela nuovamente con il sonnambulismo di Mrs. Wicket, la quale lo scopre. Bean allora inscena uno scontro con il suo alter ego travestito, facendo finta di buttarlo fuori dalla finestra. La donna cambia opinione nei confronti del protagonista e gli permette di rientrare nel suo vecchio appartamento.

## Infermiere
Mrs. Wicket si fa male a una gamba ed è costretta a portare il gesso. Invidioso delle attenzioni che la donna riceve, Mr. Bean finge un infortunio, venendo ricoverato in ospedale. Tuttavia scopre che le cose sono ben diverse da come se le aspettava e l'infermiera non è quella che si era immaginato. Quando quest'ultima controlla Bean con i raggi X, rimane scioccata nel vedere nella lastra Teddy - che il protagonista ha nascosto sotto il pigiama - e crede che l'uomo abbia ingoiato il peluche. Egli perciò viene portato in sala operatoria, ma riesce a fuggire usando una sedia a rotelle elettrica, seguito dall'infermiera, che finisce per farlo accidentalmente cadere in un ascensore rotto. Alla fine Bean, con una gamba ingessata, riesce ad ottenere il soggiorno di lusso tanto agognato con la stessa infermiera che si occupa di lui e una banda musicale.

## Morto un gatto...
Mr. Bean viene costretto da Mrs. Wicket a tappezzare l'ingresso con la carta da parati, ma Scrapper continua ad infastidirlo perciò decide di allontanarlo mettendo nel bidone della spazzatura. In seguito però arriva un netturbino che raccoglie il contenuto e il protagonista crede che il gatto sia morto schiacciato. Per rimediare alla situazione si reca in un negozio di animali per cercare un felino che gli somigli ma non ne trova nessuno adatto allo scopo. Così si reca presso un gattile e trova un gatto che assomiglia a Scrapper, il quale però è della proprietaria dell'edificio. Bean decide pertanto di distrarre la donna suonando l'allarme antincendio, che apre le gabbie dei felini, e rubandole il suo. Quando il protagonista arriva a casa, tenta di truccare il gatto in modo da renderlo identico a Scrapper, ma poco dopo Mrs. Wicket scopre l'inganno e butta fuori di casa Bean. Inoltre arriva Scrapper vivo e vegeto, seppur coperto di spazzatura. L'uomo decide quindi di restituire il felino all'effettiva proprietaria e lei gli ordina di riparare il gattile come punizione per ciò che ha fatto.

## Il super carrello
Mr. Bean esce per comprare tre confezioni di cereali, ma Mrs. Wicket lo ferma e gli ordina di acquistare un bel po' di roba per lei, tra cui il cibo per gatti per Scrapper. Mentre il protagonista fa la spesa, finisce per sovraccaricare il carrello causandone la rottura. Tornato a casa Bean costruisce un carrello meccanico per portare a termine le sue commissioni e quando torna al supermercato finisce inavvertitamente per acquistare cibo per cani anziché quello per gatti, facendo arrabbiare Mrs. Wicket.

## La gazza ladra
Mentre gioca con l'aeroplano telecomandato, Mr. Bean finisce per rompere un'ala a una gazza. Decide di portarla nel suo appartamento e di occuparsi di lei. Una notte il volatile ruba una serie di oggetti di valore, portandoli in casa del protagonista; di conseguenza quest'ultimo viene accusato dei furti e arrestato. Quando il poliziotto torna alla sua auto, vede la gazza che tiene le sue chiavi, rendendosi conto che l'animale era il vero responsabile dei furti. Bean viene perciò liberato, ma quando torna nel suo appartamento scopre con orrore che la gazza ha rubato la corona e lo scettro della regina.

## Cat-Sitting
Quando Mrs. Wicket viene ricoverata in ospedale, Mr. Bean deve occuparsi di Scrapper mentre lei è via. Il compito però si rivela più difficile del previsto in quanto i due si odiano reciprocamente. Dopo che il protagonista ha combinato un disastro in casa della donna, lei torna dall'ospedale e, furibonda, aggredisce Bean, dandogli un colpo di stampella. Quest'ultimo viene pertanto ricoverato in ospedale; tuttavia durante il viaggio in ambulanza si scopre che Scrapper si è nascosto a bordo e inizia a graffiarlo.

## La bottiglia
Bean acquista una nave in bottiglia, che viene erroneamente raccolta dal lattaio. Quella notte il protagonista si intrufola all'interno della centrale del latte per recuperarla. Tornato al suo appartamento, decide di appendere la sua bottiglia vicino alla porta e comincia a martellare il muro in piena notte. Mrs. Wicket si sveglia, va da Bean e gli dice di fare silenzio, dopodiché sbatte la porta e la bottiglia cade sul pavimento rompendosi. Tuttavia l'uomo riesce a sfruttare la cosa a suo vantaggio e decide di riutilizzare i pezzi della nave rotta per abbellire l'acquario del suo pesce rosso che sembra gradire molto la cosa.